# Libros de caballerías portugueses
Los libros de caballerías fueron un género literario de gran éxito en Portugal en los siglos XV y XVI, de modo paralelo a los libros de caballerías españoles de la misma época. 
Se ha discutido desde antaño la posible autoría portuguesa del Amadís de Gaula, aunque los textos más antiguos de esa obra que se conservan están en castellano. Pero independientemente de ello, Portugal produjo otros libros de caballerías, enumerados en el catálogo de Pascual de Gayangos y Arce, publicado en 1857:
- Cronica do emperador Clarimundo (Coímbra, 1520)

- Leomundo de Grecia, de Tristão Gomes de Castro (manuscrito)

- Palmerín de Inglaterra, de Francisco de Moraes (Libro I, Toledo, 1547, y Libro II, Toledo, 1548)

- Triunfos de Sagramor (Segunda Tabla Redonda), de Jorge Ferreyra de Vasconcellos (Coímbra, 1554)

- Duardos de Bretaña, de Diogo Fernandes (Lisboa, 1587)

- Clarisol de Bretaña, de Baltasar Goncalves Lobato (Lisboa, 1602)

- Cavalherias de Dom Belindo, de Leonor Coutinho (manuscrito)

- Aventuras do gigante Dominiscaldo, de Álvaro da Silveira (manuscrito)

- História do espantoso cavalheiro da Luz, de Francisco de Moraes Sardinha (manuscrito)

En el siglo XVIII se publicaron una Segunda parte da História do Imperador Carlos-Magno e dos doze pares de França, de Jerónimo Moreira de Carvalho (Lisboa, 1737), una História nova do Emperador Carlos Magno, e dos doze pares, de José Alberto Rodrigues (Lisboa, 1742) y una Verdadeira terceira parte da historia de Carlos-Magno em que se escrevem as glorias accoes e victorias de Bernardo del Carpio, de Alexandre Caetano Gomes Flaviense (Lisboa, 1745).